# هيدويج أميليا شارلوتا كلينكوفستروم
هيدويج أميليا شارلوتا كلينكوفستروم (بالسويدية: Hedvig Amalia Charlotta Klinckowström)‏ (من 4 يونيو 1777 - 21 أبريل 1810) كونتيسة سويدية وشخصية بلاط، وفنانة. وهي معروفة بصورها ورسومها التوضيحية في رسومات ومنمنمات على العاج، والتي تعتبر بمثابة صورة تاريخية قيمة للحياة الأرستقراطية السويدية المعاصرة.
كانت ابنة كل من البارون ثور ليوناردو كلينكوفستروم وهيدويج إلينورا فون فيرسن. تزوجت من العقيد النبيل الملازم أوتو رينهارد مولرزوارد (1763-1802) في 1798 وبعده الكونت هانز غابرييل فاخميستر (1782-1871) في 1806. عملت كستاتسفرو (سيدة السرير) في بلاط الملكة فريديريكا من بادن من العام 1800. وكانت مندمجة بالعمل كفنانة غير محترفة.